# Molly of the Mountains
Molly of the Mountains è un cortometraggio muto del 1915 diretto da Charles Swickard.

## Produzione
Il film fu prodotto dalla Broncho Film Company. Fu una delle prime regie (la quarta) del regista di origine tedesca. Tra i protagonisti del cortometraggio in due rulli, un giovane Frank Borzage poco più che ventenne che aveva da poco intrapreso anche la carriera di regista.

## Distribuzione
Distribuito dalla Mutual, il film - un cortometraggio in due rulli - uscì nelle sale cinematografiche degli Stati Uniti il 7 aprile 1915.